# 디바인 게이트
디바인 게이트(Divine Gate, ディバインゲート)는 어콰이어 (기업)가 iOS 및 안드로이드 (운영체제) 기기용으로 개발한 2013년 일본 스마트폰 게임이다. 피에로 (기업)가 각색한 애니메이션 TV 시리즈는 2016년 1월 8일부터 2016년 3월 25일까지 방영되었다.

## 구성
신의 문이 열리면 생명체와 천상, 저승이 연결되어 욕망과 갈등이 교차하는 혼돈의 시대를 맞이한다. 세계평의회가 결성되어야 평화와 질서가 회복되고 신성한 문은 도시 전설이 된다. 그 세계에는 세계 평의회가 적합하다고 판단한 소년 소녀들이 모여서 개인적인 목적을 위해 문에 도달하기를 목표로 한다. 문에 도달한 사람은 세상을 다시 만들 수 있고, 과거나 미래까지도 다시 만들 수 있다.